# Merpins
Merpins is een gemeente in het Franse departement Charente (regio Nouvelle-Aquitaine). De plaats maakt deel uit van het arrondissement Cognac. Merpins telde op 1 januari 2022 1.082 inwoners.

## Geografie
De oppervlakte van Merpins bedroeg op 1 januari 2022 10,46 vierkante kilometer; de bevolkingsdichtheid was toen 103,4 inwoners per km².
De onderstaande kaart toont de ligging van Merpins met de belangrijkste infrastructuur en aangrenzende gemeenten.

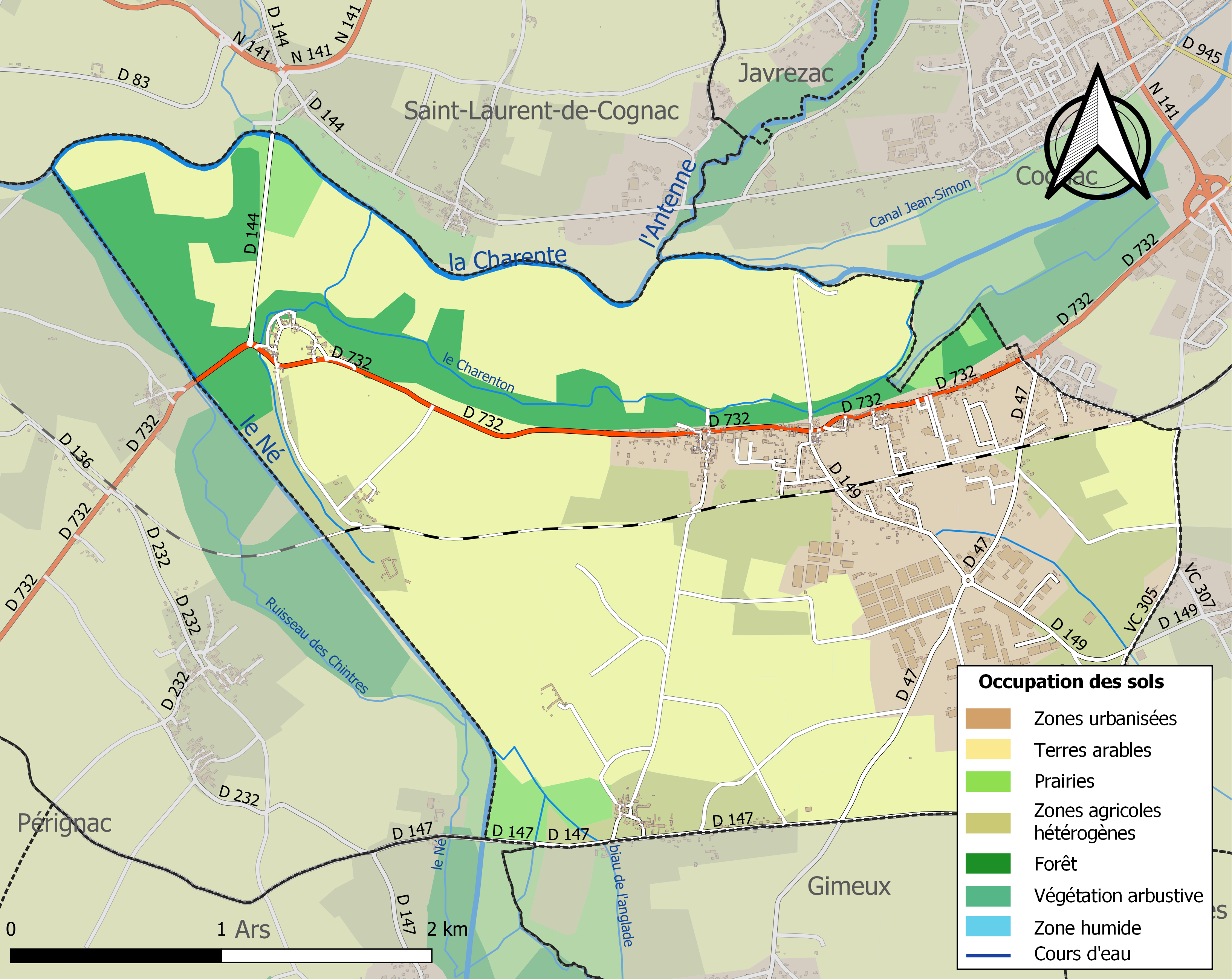

## Demografie
Onderstaande figuur toont het verloop van het inwonertal (bron: INSEE-tellingen).